# La Riche
La Riche település Franciaországban, Indre-et-Loire megyében. Lakosainak száma 10 349 fő (2022. január 1.). La Riche Fondettes, Ballan-Miré, Joué-lès-Tours, Saint-Cyr-sur-Loire, Saint-Genouph és Tours községekkel határos.

## Népesség
A település népességének változása:
| Lakosok száma | 6331 | 7261 | 7838 | 9612 | 10 276 | 10 403 | 10 448 | 10 317 | 10 372 | 10 349 |
|               | 1968 | 1982 | 1990 | 2006 | 2013   | 2015   | 2017   | 2019   | 2020   | 2022   |